# Lasioglossum miyanoi
Lasioglossum miyanoi är en biart som beskrevs av Osamu Tadauchi 1994. Lasioglossum miyanoi ingår i släktet smalbin, och familjen vägbin. Inga underarter finns listade i Catalogue of Life.